# إليك دوغلاس
إليك دوغلاس (10 سبتمبر 1939 في جنوب أفريقيا - 17 يوليو 2014) (بالإنجليزية: Alec Douglas)‏ هو لاعب كريكت جنوب أفريقي.

## وصلات خارجية
- إليك دوغلاس على موقع إي آس بي آن كريك إنفو (الإنجليزية)